# Nonno Felice
Nonno Felice è una sitcom italiana prodotta dalla Aran per RTI a partire dal 3 gennaio 1993. La regia è di Giancarlo Nicotra, le musiche di Augusto Martelli; ideatori degli episodi erano Italo Terzoli e Umberto Simonetta.

## Trama
Felice (Gino Bramieri), ex alpino e ormai patriarca della famiglia Malinverni, si occupa dell'educazione dei suoi tre nipotini: Federico (Federico Rizzo) e le gemelle Eva e Morena (Eva e Morena Prantera). I loro genitori, Franco (Franco Oppini), di professione architetto, e Ginevra (Paola Onofri), commercialista, sono sempre fuori per lavoro, così tocca quasi sempre al nonno Felice prendersi cura dei tre nipotini e di tutte le vicissitudini che accadono loro.

## Personaggi e interpreti
- Felice Malinverni, interpretato da Gino Bramieri: è il saggio nonno di casa, Felice è quasi sempre allegro e di buon umore, adora i suoi nipotini e prende sempre le loro difese: il suo motto nei loro confronti è Nonno Felice fa sempre quello che dice. Gli piace raccontare barzellette e prendere in giro suo figlio Franco, soprattutto quando si rivolge a lui chiamandolo papi, espressione che proprio non sopporta (anche se in certe occasioni, se gli fa comodo fare mille salamelecchi al figlio, si rivolge con tono supplichevole chiamami papi). Felice è solito andare al bar, luogo nel quale si intrattiene con il barista Orazio (Alberto Tovaglia) e la bella cassiera (Sonia Grey). Spesso incontra il suo amico Dudù (Guido Cerniglia) e uno psicologo, il dott. Nuvoletti (Luca Sandri) che lo aiuta ad interpretare le dinamiche della famiglia. In molte puntate si traveste da Felicita, il suo alter ego femminile. È un grande tifoso dell'Inter.
- Federico Malinverni, interpretato da Federico Rizzo: nipote di Felice, è un normale bambino della sua età, sincero, spensierato, ma non proprio uno studente modello. Maturerà nel corso della serie ma appare sempre meno nell'ultima stagione e nello spin-off, a causa di gite e viaggi all'estero.
- Eva e Morena Malinverni, interpretate da Eva e Morena Prantera: nipotine gemelle di Felice e sorelle minori di Federico. Vispe, saputelle e completamente identiche: sempre vestite uguali, fanno le stesse cose, e spesso parlano all'unisono. Pur avendo la furbizia e la parlantina del nonno, a volte pronunciano male le parole, per poi venire subito corrette dal nonno.
- Franco Malinverni, interpretato da Franco Oppini: padre dei bambini e figlio di Felice. Noto per essere un po' sbadato, è costante vittima delle battute del padre. Fa l'architetto.
- Ginevra Malinverni, interpretata da Paola Onofri: madre dei bambini e moglie di Franco. È molto pratica, efficiente e fa la commercialista. Nell'ultima stagione apre un'agenzia nel palazzo.

Altri personaggi che sono apparsi nel corso di queste tre stagioni a seconda degli episodi sono: Sante Calogero (quest'ultimo anche doppiatore della collana I cuccioli e di numerose serie animate), Claudia Lawrence, Aldo Ralli, Elena Guarnieri, Patrizia Rossetti, Sergio Solli, Elio Veller, Paola Tedesco, Gian.

## Successo e programmazione
La sitcom è andata in onda per la prima volta su Canale 5 a partire dal 3 gennaio 1993, ogni domenica alle ore 18:10, nella pausa della trasmissione Buona Domenica. La serie è stata poi replicata più volte sempre su Canale 5, ma anche su Rete 4, Italia 1, sul canale satellitare Happy Channel e sui canali digitali Mediaset Extra e Iris.
La serie ottenne un ottimo successo di pubblico, raggiungendo in alcune occasioni, nella prima stagione, i cinque milioni di telespettatori, superando il 20% di share.

## Spin-off
Dalla sit-com nel 1995 è nato uno spin-off, Norma e Felice, con Franca Valeri al fianco di Gino Bramieri.

## Studi di registrazione
La serie veniva girata negli Studi Link Up di Milano, in viale Col di Lana 6/A, oggi dismessi e riconvertiti in abitazioni. L'appartamento nella stessa situation comedy viene ubicato in via Marco De Marchi 5 a Milano.

## La sigla
La sigla è stata composta da Augusto Martelli. Infatti sono sue le note iniziali di pianoforte. Inoltre tutta la sigla ha Frank Capp alla batteria, Ron Carter al basso elettrico, Mel Collins al sax. A metà della sigla di questa situation comedy c'è anche la chitarra di Dennis Budimir.

## Episodi
| Stagione         | Episodi | Prima TV                        |
| ---------------- | ------- | ------------------------------- |
| Prima stagione   | 20      | 3 gennaio 1993 - 16 maggio 1993 |
| Seconda stagione | 20      |                                 |
| Terza stagione   | 37      |                                 |